# SS-Verfügungstruppe
SS-Verfügungstruppe (skrót: SS-VT) były oddziałami bojowymi SS, szkolonymi zgodnie z zasadami stosowanymi w jednostkach Wehrmachtu. Oddziały te zostały przekształcone później w Waffen-SS.

## Historia
24 września 1934 specjalna formacja wojskowa SS została sformowana z połączenia różnych nazistowskich formacji paramilitarnych takich jak Oddziały Specjalne SS (SS-Sonderkommandos) i Straż Sztabu SS (SS-Stabswache). Nowy oddział był szkolony jako gotowa do walki formacja piechoty w sile 3 pułków i oddziału rozpoznawczego, która przeszła przeszkolenie zgodnie z zasadami przewidzianymi dla jednostek Wehrmachtu. Jednostka została oficjalnie powołana jako Oddział Piechoty Specjalnego Przeznaczenia SS (SS-Verfügungstruppe) i była określana jako znajdująca się po przeszkoleniu wojskowym i pozostająca w dyspozycji Führera w czasach wojny i pokoju, lecz nie policyjna czy wojskowa. Istnienie SS-Verfügungstruppe (znanej jako SS-VT) zostało publicznie ogłoszone 16 marca 1935. SS-VT trenowano razem z osobistą ochroną Hitlera, chociaż Leibstandarte SS Adolf Hitler (LSSAH) dalej służyła jedynie jako osobista jednostka ochrony. LSSAH została niezależną jednostką liniową podczas kampanii w Polsce. 
Część SS-VT służyła z Wehrmachtem podczas okupacji Kraju Sudetów, Austrii i Czechosłowacji oraz brała udział w inwazji na Polskę a następnie w kampanii przeciwko Aliantom na froncie zachodnim. Różne pułki SS-VT zostały przekształcone w dywizje Waffen-SS ("Zbrojne SS"), które walczyły na różnych teatrach II wojny światowej. Oddziały składające się na SS-VT nie były znane jako "Waffen-SS" aż do przemowy Hitlera w lipcu 1940.
W 1939 cała SS została podzielona na dwie grupy: Allgemeine SS i Waffen-SS. Waffen-SS podzielona na trzy podgrupy:
- Ochrona osobista Hitlera (niem.: Leibstandarte)
- Oddziały Trupiej Czaszki (niem.: Totenkopfverbände) które zarządzały obozami koncentracyjnymi.
- Wspierające Oddziały Bojowe (niem.: Verfügungstruppe) których 39 dywizji w II wojnie światowej służyło jako jednostki bojowe u boku regularnej armii Wehrmachtu.

W 1941 głównodowodzący SS Heinrich Himmler ogłosił, że dodatkowe grupy Waffen-SS Verfügungstruppe zostaną sformowane z zagranicznych ochotników niebędących Niemcami. Celem było zdobycie dodatkowych stanów osobowych z okupowanych krajów. Niektóre z tych zagranicznych formacji składały się z ochotników z Belgii, Danii, Finlandii, Francji, Norwegii i Holandii.

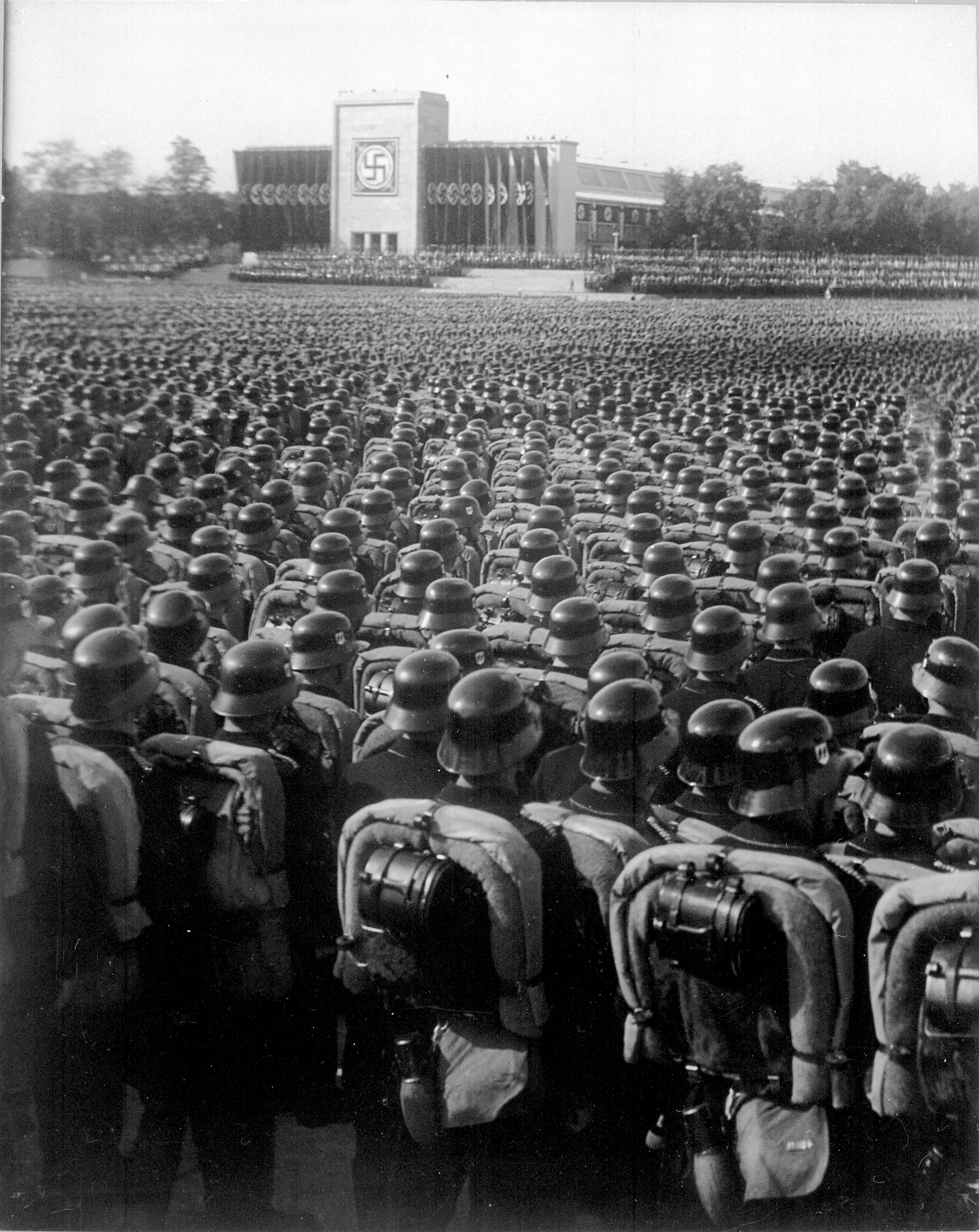
SS-VT na zjeździe partyjnym, 1935

Kraje jak Hiszpania, oficjalnie niebiorące udziału w wojnie pod jej koniec dostarczyły wielu ochotników do Waffen SS (większość z nich w 28 Ochotniczej Dywizji Grenadierów Pancernych SS Wallonien), którzy walczyli aż do upadku Berlina. Wielu z zagranicznych ochotników niebędących Niemcami szczerze wierzyło w III Rzeszę i niemiecką sprawę.